# Нэфасит
Нэфасит (араб. نفاسيت‎, тигринья ነፋሲት) — город в регионе Сэмиэн-Кэй-Бахри государства Эритреи.
Находится в часовом поясе UTC+3.

## Население
Население в 2005 году составляло 8727 человек.

## Коммуникации
Железнодорожная станция на линии Асмэра — Массауа.

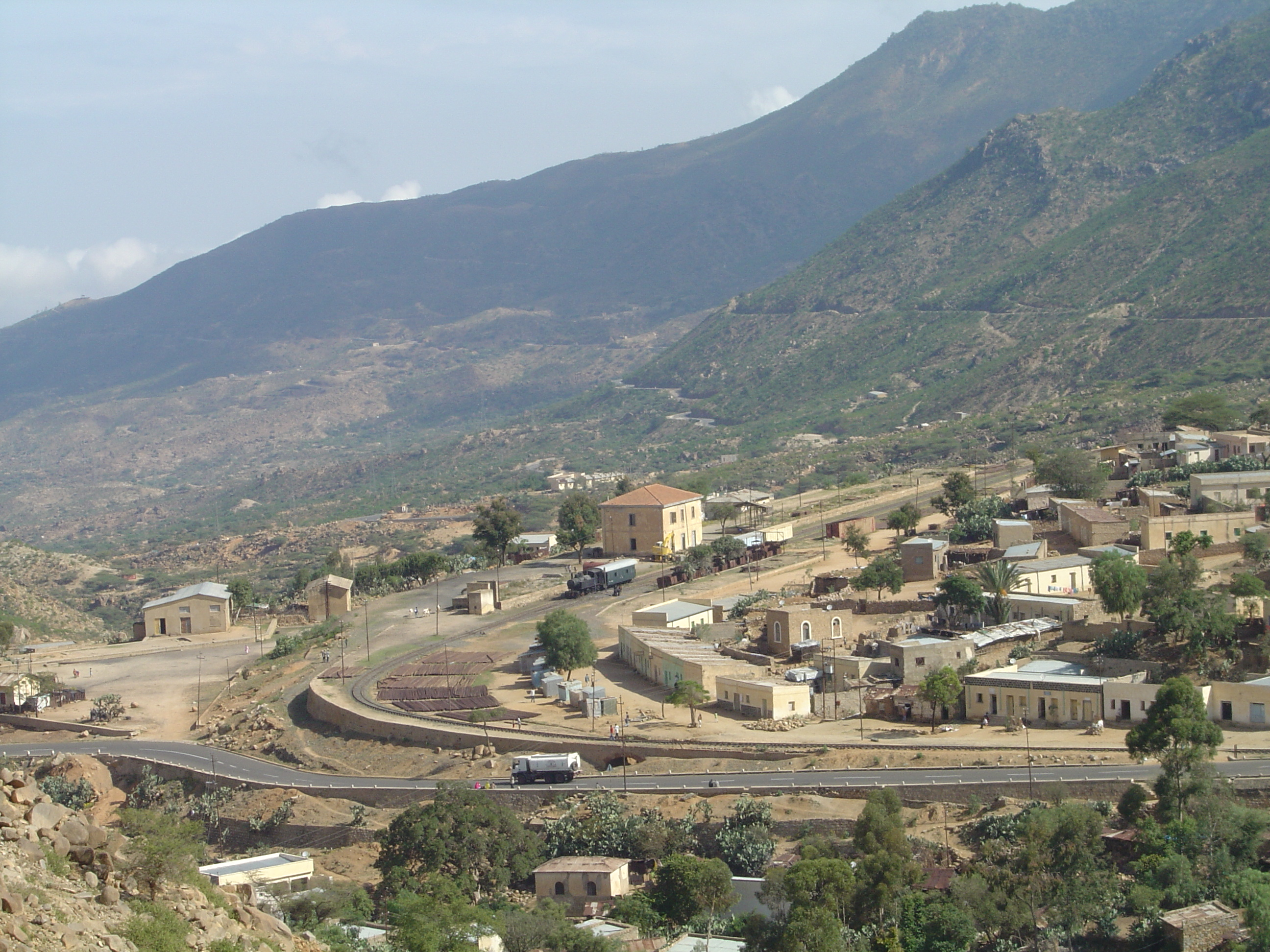
Станция Нэфасита
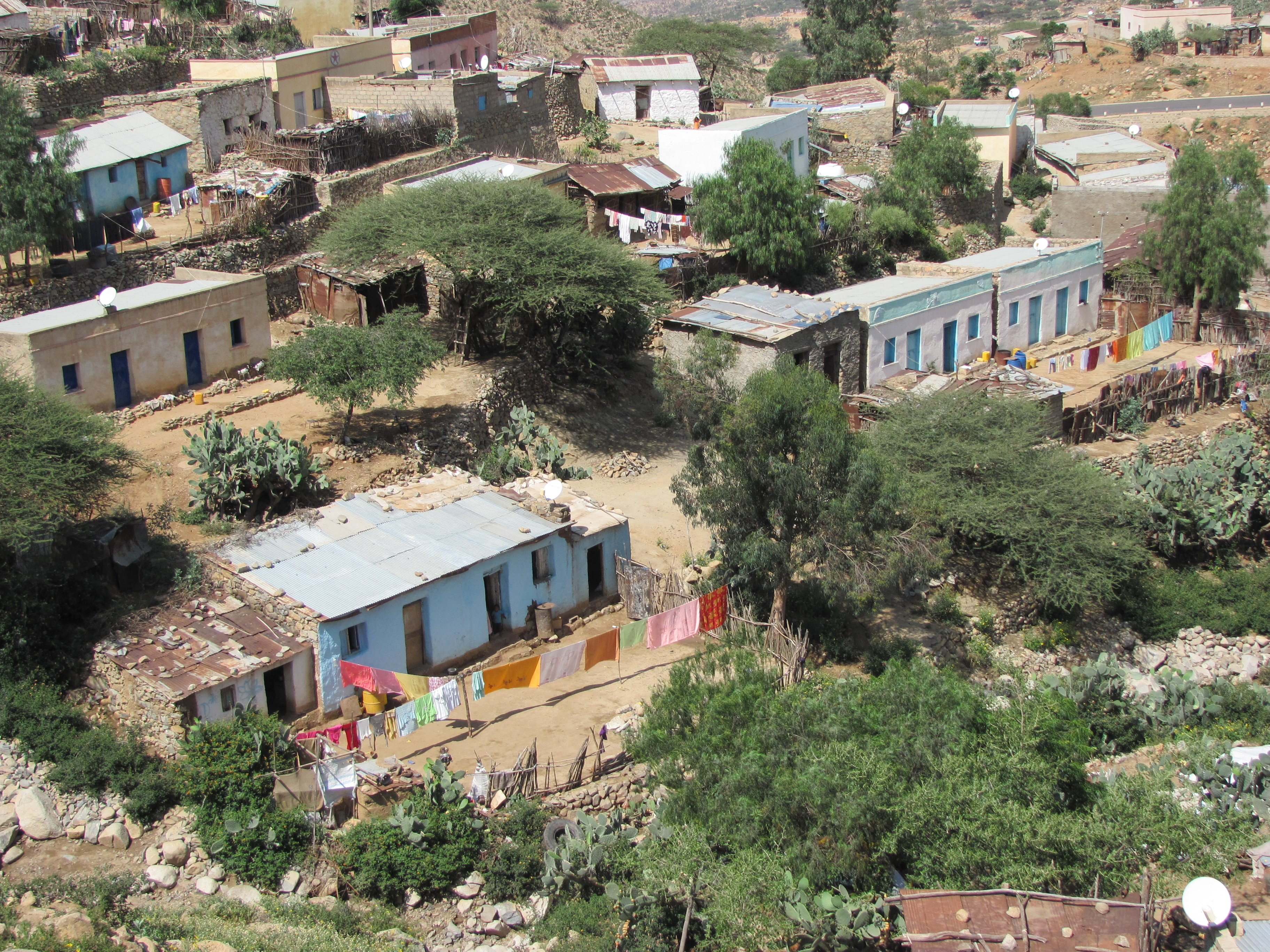
Вид Нэфасита
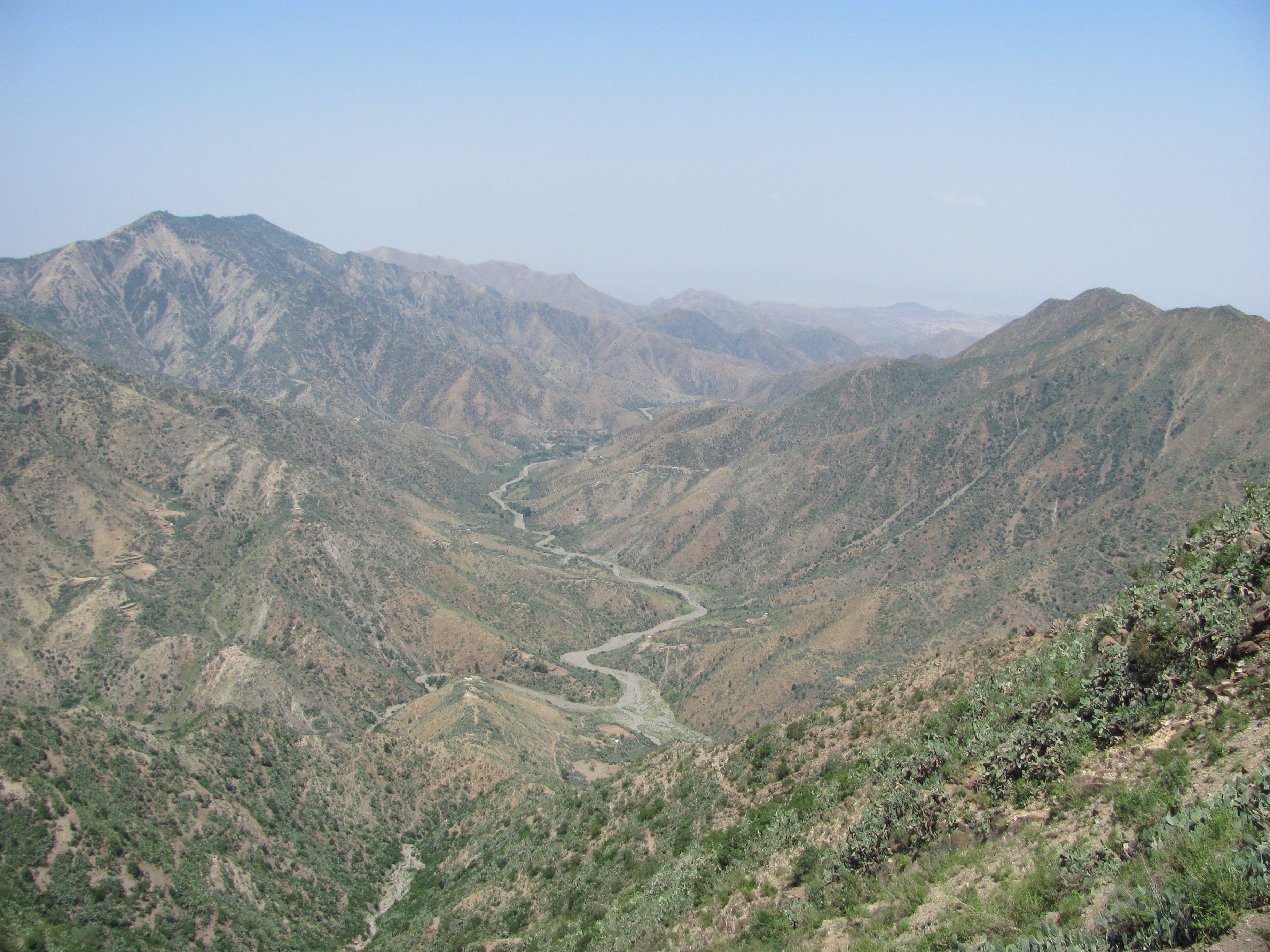
Пейзаж в районе Нэфасита
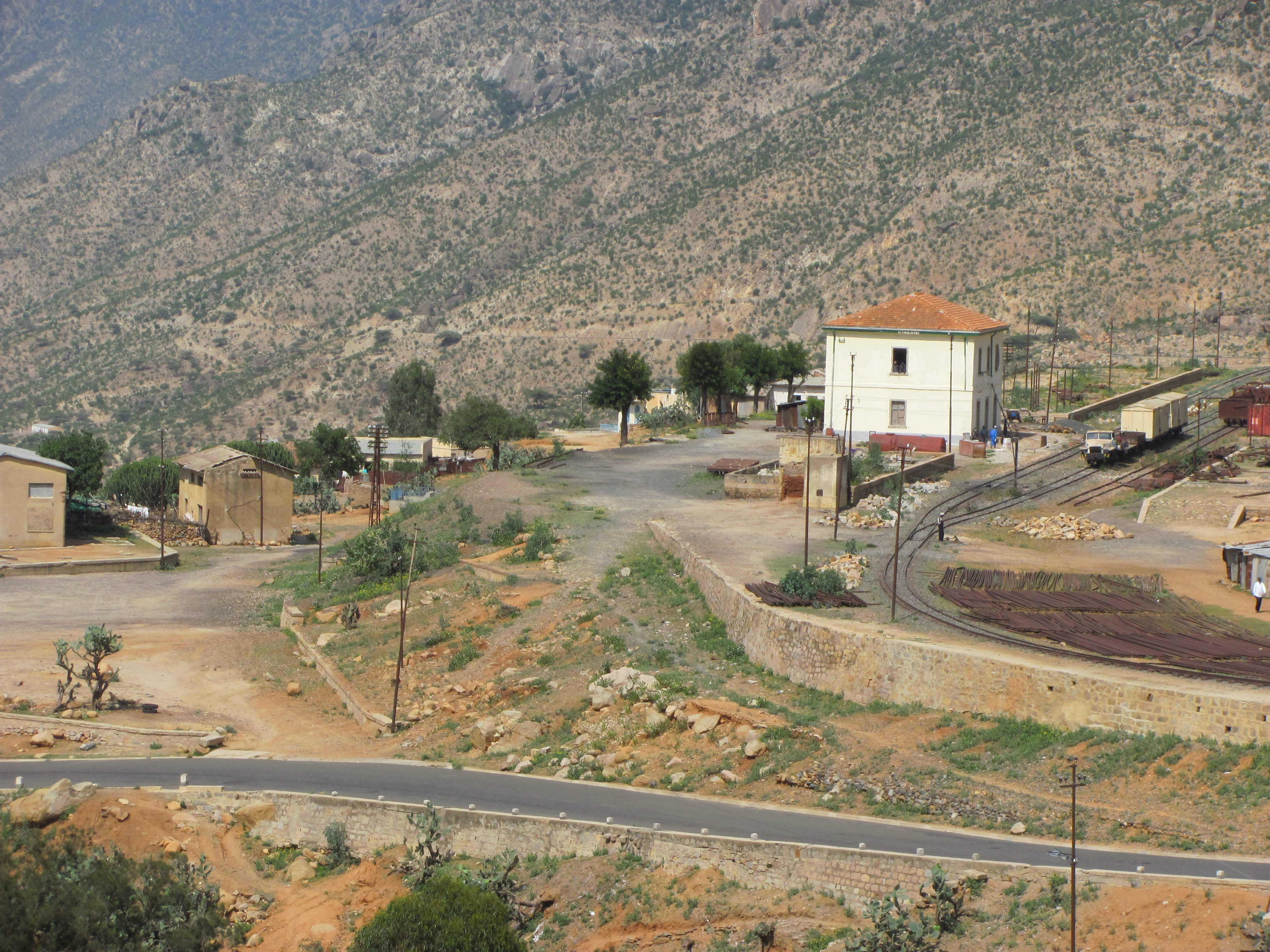
Нэфасит. Район станции
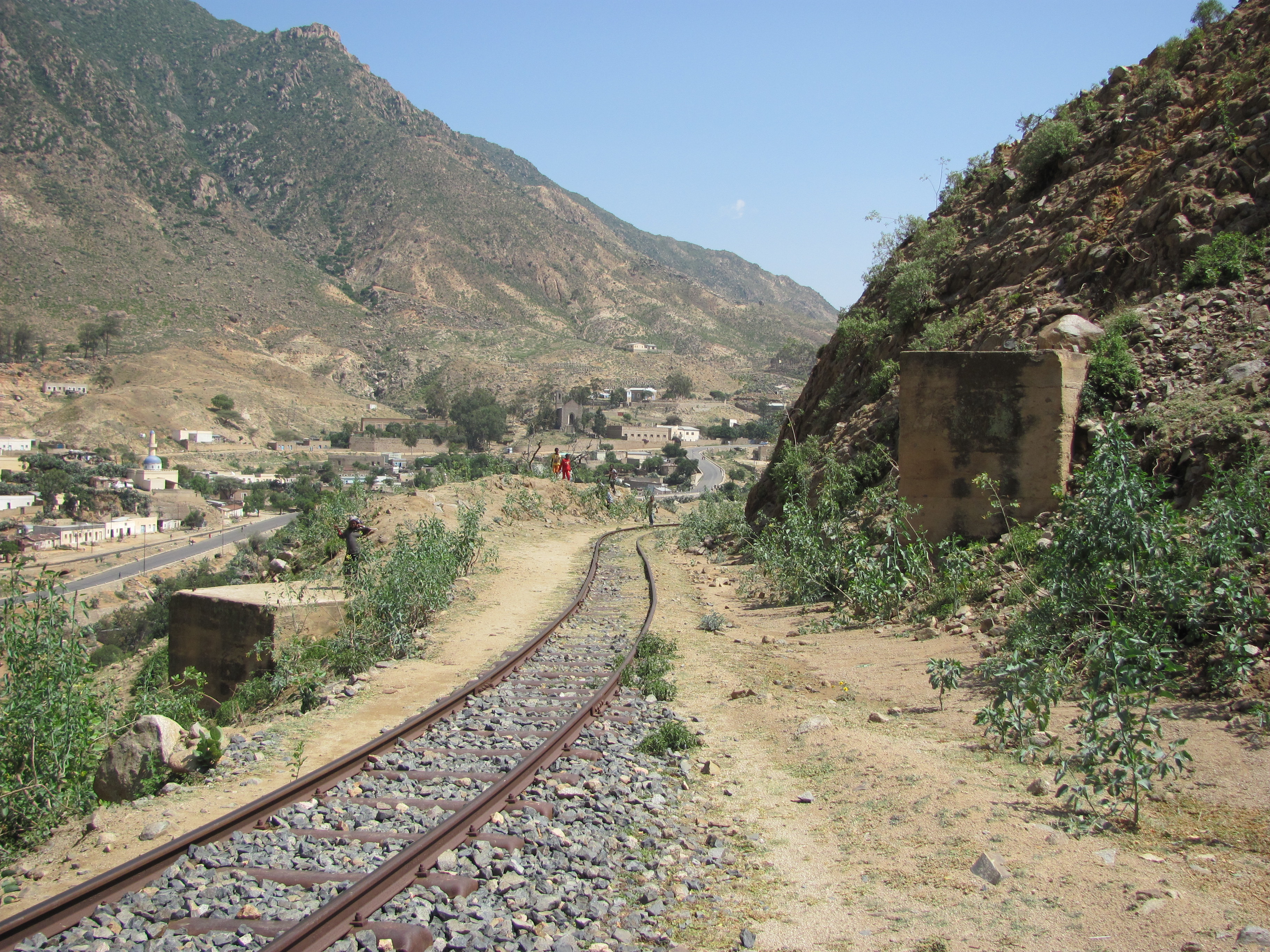
Район Нэфасита. Железная дорога

## Климат
Самым сухим месяцем года является июнь (26 мм осадков).
| Показатель              | Янв. | Фев. | Март | Апр. | Май  | Июнь | Июль | Авг. | Сен. | Окт. | Нояб. | Дек. | Год  |
| ----------------------- | ---- | ---- | ---- | ---- | ---- | ---- | ---- | ---- | ---- | ---- | ----- | ---- | ---- |
| Средняя температура, °C | 16,0 | 16,9 | 18,4 | 19,3 | 20,0 | 20,1 | 18,5 | 18,7 | 18,7 | 17,4 | 16,2  | 15,8 | 18,0 |
| Норма осадков, мм       | 34   | 27   | 7    | 35   | 12   | 18   | 136  | 109  | 26   | 34   | 10    | 14   | 462  |
| Источник:               |      |      |      |      |      |      |      |      |      |      |       |      |      |